# 諾德 (加利福尼亞州)
諾德（英語：Nord）是位於美國加利福尼亞州比尤特縣的一個人口普查指定地區。

## 地理
諾德的座標為39°46′47″N 121°57′26″W / 39.77972°N 121.95722°W，而該地最高點為海拔高度46米（即151英尺）。

## 人口
根據2010年美國人口普查的數據，諾德的面積為5.453平方千米，當中陸地面積為5.453平方千米，而水域面積為0.000平方千米。當地共有人口320人，而人口密度為每平方千米58人。